# Boom Bang-a-Bang
Chansons représentant le Royaume-Uni au Concours Eurovision de la chanson
Congratulations
(1968) Knock, Knock Who's There?
(1970)
Chansons ayant remporté le Concours Eurovision de la chanson
 La, la, la
(1968)  All Kinds of Everything
(1970)
Boom Bang-a-Bang est une des 4 chansons gagnantes à égalité du Concours Eurovision de la chanson 1969, interprétée par la chanteuse anglaise Lulu, marquant la seconde victoire du Royaume-Uni au Concours Eurovision de la chanson. Les autres chansons gagnantes de 1969 sont Un jour, un enfant de Frida Boccara pour la France, De troubadour de Lenny Kuhr pour les Pays-Bas et Vivo cantando de Salomé pour l'Espagne.
Le titre s'inscrit dans la tradition des chansons « onomatopée » à l'Eurovision, comme Diggi-Loo Diggi-Ley, La, la, la ou Ding-a-dong.
Lulu a également enregistré la chanson sous le même titre en allemand, en espagnol, en français et en italien.

## À l'Eurovision
Elle est intégralement interprétée en anglais, langue nationale, comme l'impose la règle entre 1966 et 1973.
Boom Bang-a-Bang est la septième chanson interprétée lors de la soirée, après Due grosse lacrime bianche d'Iva Zanicchi qui représente l'Italie et avant De troubadour de Lenny Kuhr qui représente les Pays-Bas. À l'issue du vote, elle a obtenu 18 points, se classant 1re à égalité sur 16 chansons,.

## Classements

### Classements hebdomadaires
| Classement (1969)                       | Meilleure position |
| --------------------------------------- | ------------------ |
| Allemagne (Media Control AG)            | 8                  |
| Autriche (Ö3 Austria Top 40)            | 10                 |
| Belgique (Flandre Ultratop 50 Singles)  | 4                  |
| Belgique (Wallonie Ultratop 50 Singles) | 12                 |
| France (IFOP)                           | 41                 |
| Norvège (VG-lista)                      | 1                  |
| Pays-Bas (Nederlandse Top 40)           | 19                 |
| Pays-Bas (Single Top 100)               | 19                 |
| Suisse (Schweizer Hitparade)            | 3                  |
| Royaume-Uni (UK Singles Chart)          | 2                  |